# August Thalheimer
August Thalheimer (ur. 18 marca 1884 w Obersulm, ówcześnie Affaltrach, zm. 19 września 1948 w Hawanie) – niemiecki polityk komunistyczny, teoretyk marksizmu.

## Życiorys
Urodził się w żydowskiej rodzinie kupieckiej. Ukończył studia etnologiczne i lingwistyczne; w 1907 obronił na uniwersytecie w Strasburgu pracę doktorską dotyczącą języków mikronezyjskich. Następnie udał się do Berlina, gdzie studiował ekonomię i nauki polityczne. W czasie studiów wstąpił do Socjaldemokratycznej Partii Niemiec, z której ideami zetknął się w rodzinnym domu. Pracował kolejno w wydawanych przez nią czasopismach Leipziger Volkszeitung, Göppinger Freien Volkszeitung (1911–1912) i Braunschweiger Volksfreund (1914-1916). W dwóch ostatnich tytułach pełnił funkcję redaktora naczelnego. Od początku związany z lewym skrzydłem partii, dołączył do Związku Spartakusa w proteście przeciw poparciu przez SPD udzielenia przez Reichstag rządowi Cesarstwa Niemieckiego kredytów wojennych u progu I wojny światowej w sierpniu 1914 r. Pozostawał pod wpływem Róży Luksemburg i Karola Liebknechta, współtworzył Komunistyczną Partię Niemiec. W listopadzie 1918 razem z Fritzem Rückiem przewodził komórce Związku Spartakusa w Stuttgarcie, następnie przeniósł się do Berlina, by dołączyć do redakcji komunistycznego dziennika (niem.) Die Rote Fahne (pol.Czerwony sztandar). Wybrany do komitetu centralnego KPD, pozostawał w nim do 1924. W latach 1923–1924, razem z Heinrichem Brandlerem, był głównym przywódcą partii. Przeciwstawił się organizacji powstania zbrojnego jesienią 1923, przez co stracił poparcie lewicowego skrzydła partii z Arkadijem Masłowem i Ruth Fischer na czele. Oskarżony o stracenie szansy na dojście przez KPD do władzy, był zmuszony do wyjazdu z Niemiec.
Thalheimer udał się do Moskwy, gdzie podjął pracę naukową w Instytucie Marksa i Engelsa, wykładając filozofię i prowadząc w tym zakresie kursy na Uniwersytecie im. Sun Jat-sena. W 1928, wbrew poleceniu kierownictwa Kominternu, wrócił do Niemiec. Protestował przeciw zainspirowanej przez Międzynarodówkę Komunistyczną wymianie liderów KPD, uznając jednak ZSRR za właściwie się rozwijające państwo socjalistyczne i krytykując działającą w nim Lewicową Opozycję. Razem z Brandlerem tworzył Partię Komunistyczną - Opozycję (KPO). W obliczu rosnących wpływów nazistów bezskutecznie apelował o jedność wszystkich organizacji lewicowych. Po dojściu NSDAP do władzy w Niemczech (30 stycznia 1933) wyjechał do Francji, zaś po upadku Francji w czerwcu 1940 zdołał uciec na Kubę, gdzie przebywał do swojej śmierci.
Pozostawił liczne teksty teoretyczne z zakresu marksizmu, jak również analizy przyczyn sukcesu politycznego niemieckich nazistów. Rozwijał marksistowską teorię bonapartyzmu, zawartą w pracy Karola Marksa 18 brumaire’a Ludwika Bonaparte. W ostatnich latach życia analizował również skutki II wojny światowej dla międzynarodowego ruchu robotniczego, ze szczególnym wskazaniem na sytuację w Europie Wschodniej.